# Porfyroblast

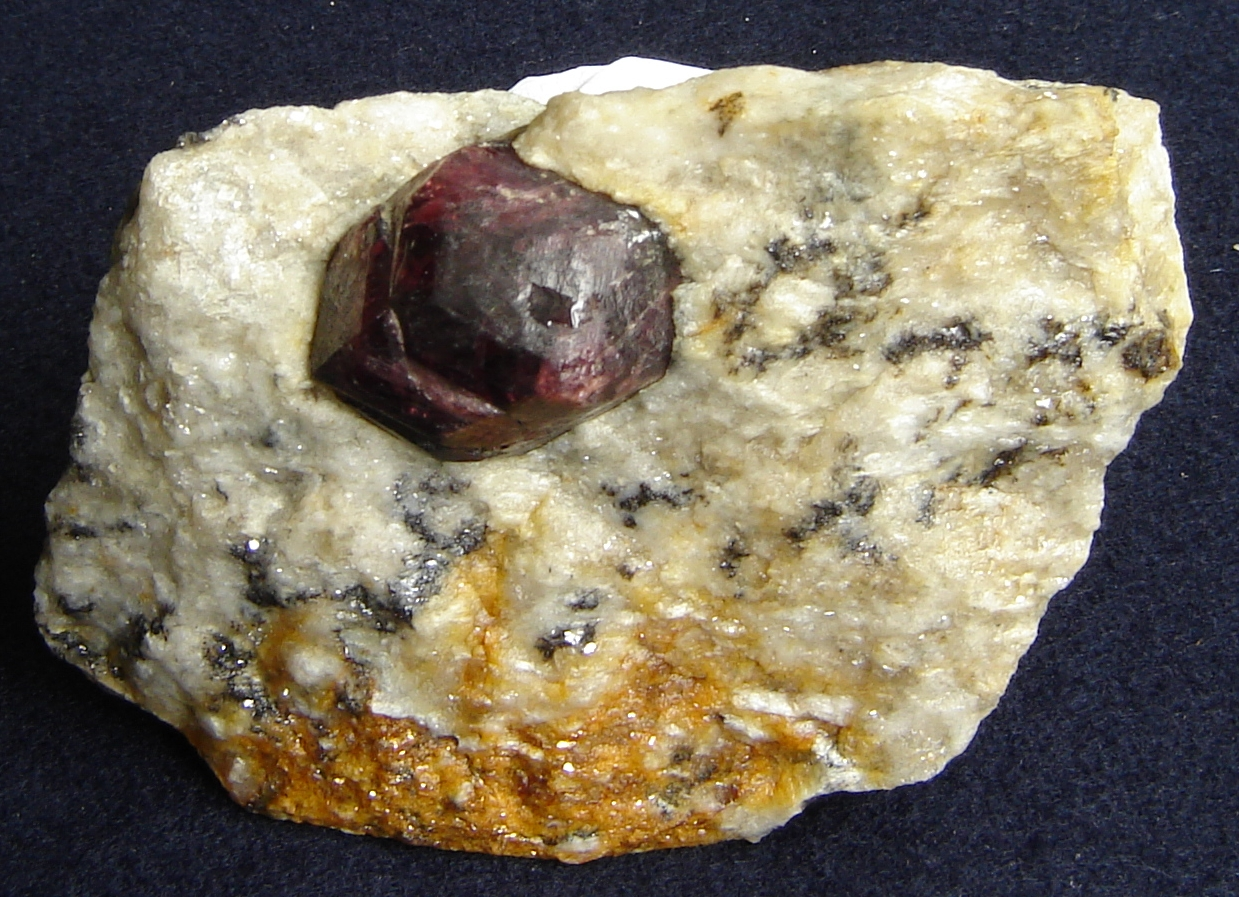
En almandin-granat från Paraíba i Brasilien, som en porfyroblast i en kvartsitisk gnejs. Granaten mäter tre centimeter.

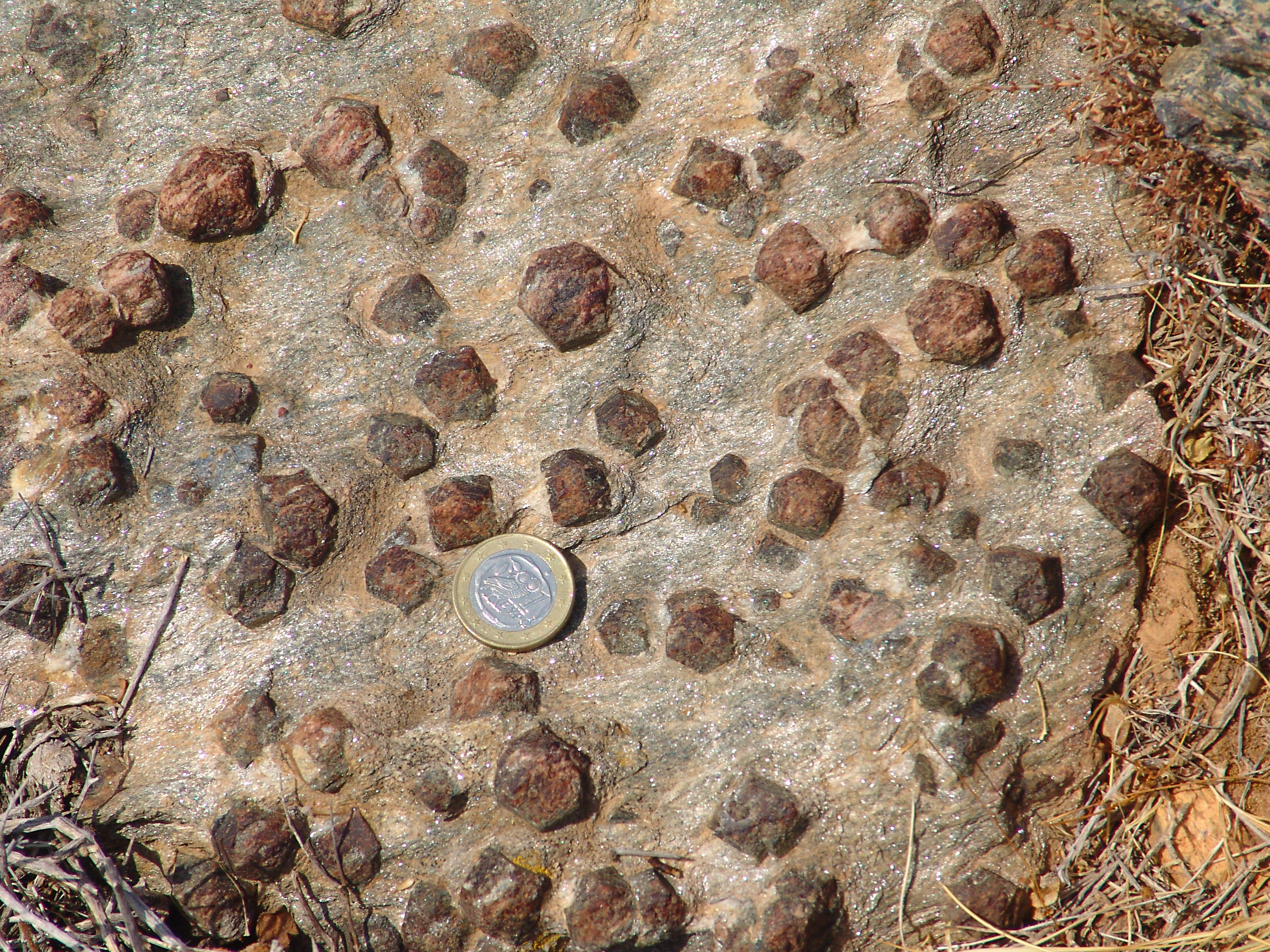
Granater som porfyroblasteri i glimmermatrix från Syros i Grekland.

Porfyroblast är en större kristall som vuxit till i ett finkornig matrix, under regionalmetamorfos, till exempel en granatkristall i en glimmerskiffer.